# 謝新傑
謝新傑（1920年－），台灣桃園客家人，台北高等商業學校畢業（今「臺灣大學管理學院」）。謝新傑是中國共產黨外圍組織台北市工作委員會案中少數客家人之一。

## 生平
太平洋戰爭爆發後，他曾於1942年參加日本臺灣總督府所招募的台灣軍，投入菲律賓戰場。
當時的日本天皇發布終戰廣播後，於1945年返回台灣，之後來到台灣省玻璃公司擔任會計的工作。
1950年2月，中華民國國防部保密局以他參加中國共產黨外圍組織台北市工作委員會為由，將他逮捕，一關就是十五年，直到1965年3月才從綠島出獄。出獄後，曾短暫失業，後從事舊職會計。